# Hinnerup Kommune
| Strukturdaten       | Strukturdaten    |
| ------------------- | ---------------- |
| Sitz der Verwaltung | Hinnerup         |
| Fläche              | 76,26 km²        |
| Einwohner           | 12.233 (2006)    |
| Kommune seit 2007   | Favrskov Kommune |

Hinnerup Kommune war bis Dezember 2006 eine dänische Kommune im damaligen Århus Amt im Osten Jütland. Seit Januar 2007 ist sie zusammen mit den ehemaligen Kommunen Hammel, Hadsten und Hvorslev, sowie einem Teil der Gemeinde Langå Teil der neugebildeten Favrskov Kommune.
Hinnerup Kommune entstand im Rahmen der dänischen Verwaltungsreform des Jahres 1970 und umfasste folgende Sogn:
- Søften Sogn und Foldby Sogn (Landgemeinde Søften-Foldby)
- Grundfør Sogn (Landgemeinde Grundfør-Spørring)
- Vitten Sogn und Haldum Sogn (Landgemeinde Vitten-Haldum-Hadsten)